# Ponokawan
Ponokawan is een bestuurslaag in het regentschap Sidoarjo van de provincie Oost-Java, Indonesië. Ponokawan telt 4484 inwoners (volkstelling 2010).